# Kaiser-Wilhelm-Gedächtniskirche
Kaiser-Wilhelm-Gedächtniskirche ligger i Berlin, på den vestlige side af Breitscheidplatz, og er en af Tysklands mest særprægede kirker og et af Berlins mest berømte vartegn.

## Historie
Kaiser-Wilhelm-Gedächtniskirche er bygget i årene 1895 og 1959-61. Den 63 meter høje tårnruin af den oprindelige Gedächtniskirche (= mindekirke) fra 1895 indgår som en del af kirken, der blev rejst mellem 1959-61.
Kirken fra 1895 blev bygget til ære for kejser Wilhelm 1. af Franz Schwechten. Det var en stor kirke med seks tårne og mange udsmykninger, hvoraf nogle stadig eksisterer. Kirken blev ødelagt under anden verdenskrig, og efter krigen diskuterede man om hvorvidt man skulle rive resterne ned eller genopbygge kirken.
Resultatet af diskussionen førte til den nuværende løsning, hvor dele af den gamle ruin står side om side med den ny kirke, tegnet af Egon Eiermann. Den nye kirke fremstår i en stærk kontrast og alligevel afbalanceret til den gamle med dens blå glaspaneler, som dækker både kirkebygning og tårn (også kaldet "pudderdåsen" og "læbestiften" af de lokale berlinere). "Hultanden" (der hohle Zahn) er et andet tilnavn, tårnet har erhvervet sig.
Inde i den nye kirke skaber glasmosaikker af blåt glas en rolig stemning, fjernt fra Kurfürstendamms travle byliv. Kirkeskibet er ottekantet, klokketårnet sekskantet og kapellet firkantet.
I den gamle ruins resterende kirkebygning er der indrettet en mindehal mod krig, og det er samtidig muligt at se resterne af mosaikkerne fra den oprindelige kirke, som blandt andet skildrer kejser Wilhelm 1.'s liv.

## Stalingrad-madonnaen
Juleaften 1942 befandt militærlægen pastor Kurt Reuber sig i Stalingrad. Han tog pause fra operationsbordet længe nok til at få samlet en gruppe soldater til en gudstjeneste i en underjordisk bunker. Der var intet juletræ eller andet, der mindede om jul, men bagpå et erobret sovjetrussisk militærkort havde han tegnet et ikon, en madonna med Jesusbarnet. Rundt om mor og barn havde han skrevet: "Lys - liv - kærlighed; i den belejrede fæstning Stalingrad; julen 1942."
Reuber var en af omkring 95.000 tyske krigsfanger fra Stalingrad. I russisk fangenskab døde han af tyfus 20. januar 1944; men omkring 150 af hans billeder blev returneret til Tyskland, og Stalingrad-madonnaen har været udstillet Gedächtniskirche i Berlin siden 26. august 1983.
Også Coventry-katedralen har en kopi af Stalingrad-madonnaen.

## Kirkebygningen
- Billede af ruinkirken fra 1895.
- Mosaikker i den gamle kirke.
- Kaiser-Wilhelm-Gedächtniskirche.